# Almirante Brown (departamento)

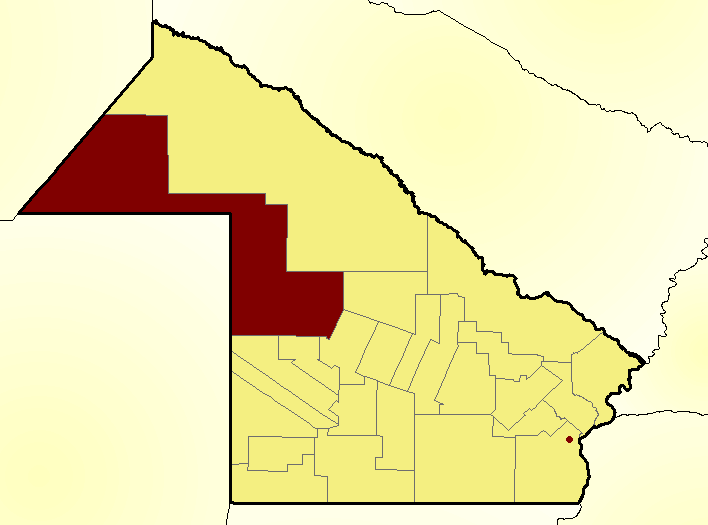
Mapa do departamento.

Almirante Brown é um departamento da Argentina, localizado na província do Chaco.